# Emnesøgning
|  | Sammenskrivningsforslag Artiklerne Litteratursøgning, Emnesøgning er foreslået sammenskrevet. (Siden april 2020) Diskutér forslaget |

Emnesøgning er søgning af litteratur om et bestemt emne (som modsætning til fx litteratur skrevet af en bestemt forfatter). 
I bibliografiske databaser er der mange måder at lave emnesøgning på. Man kan fx søge på de emneord eller klassifikationskoder som bibliotekarer eller informationsspecialister har lagt ind. Man kan søge "fritekst" i fx ord fra titler. I nogle systemer kan man søge på bibliografiske referencer. 
Forskellige måder at søge på giver forskellige, men overlappende resultater. 